# Muscardinus thaleri
Muscardinus thaleri — вимерлий вид гризунів родини вовчкових (Gliridae).

## Поширення
Цей вид ліскульок був виявлений в таких країнах: Іспанія (1 колекція), Туреччина (1). Він жив у епоху міоцену.